# Birthday (canção de Anne-Marie)
"Birthday" é uma canção da cantora e compositora inglesa Anne-Marie. Ela co-escreveu a música com Delacey, Keith Sorrells e Warren Felder. Foi lançada como single em 7 de fevereiro de 2020.

## Antecedentes e desenvolvimento
Em uma entrevista quando ela estava no Sunday Brunch, ela disse que a música reflete a felicidade que ela está sentindo no momento, "Sabe de uma coisa, eu escrevi muitas músicas sobre estar com raiva de meus ex-namorados, o que acho que sim. Sou bastante conhecidA por isso, quando comecei a fazer esse novo álbum, fiquei tipo 'Sabe de uma coisa, estou feliz no momento', essa música meio que mostra o que eu acho".
Ela também explicou que, por volta de outubro de 2019, ela ouviu muitas canções de Natal e percebeu que existem apenas algumas versões de canções de aniversário, então ela decidiu fazer a sua própria.

## Vídeo da música
O videoclipe oficial foi filmado em Los Angeles e carregado no YouTube em 7 de fevereiro de 2020. O vídeo foi dirigido por Hannah Lux Davis com direção criativa de Kate Moross. O vídeo mostra Anne-Marie comemorando seu aniversário como uma princesa, com um vestido de baile e dançando em uma sala opulenta. À meia-noite ela está de volta para casa e saindo com seus amigos. Um vídeo com a letra de "Birthday" estreou em 13 de março de 2020 em seu canal oficial YouTube.

## As performances ao vivo
Anne-Marie cantou a música pela primeira vez no The Greatest Dancer em 8 de fevereiro de 2020. Outras apresentações importantes incluem sua performance no The Voice of Holland, Sunday Brunch, Saturday Night Takeaway e Celebrity Juice.

## Faixas e formatos
Download digital & streaming
1. "Birthday" – 3:01

Download digital – Acústica
1. "Birthday" (Acoustic) – 3:59

Download digital – Don Diablo Remix
1. "Birthday" (Don Diablo Remix) – 3:45

Download digital – James Hype Remix
1. "Birthday" (James Hype Remix) – 2:56

Download digital – Borgeous Remix
1. "Birthday" (Borgeous Remix) – 2:30

Download digital – Blinkie Remix
1. "Birthday" (Blinkie Remix) – 3:35

## Desempenho comercial
| País — Tabela musical (2020)            | Melhor posição |
| --------------------------------------- | -------------- |
| Austrália (ARIA)                        | 77             |
| Bélgica (Ultratop 50 de Flandres)       | 47             |
| Bélgica (Ultratip de Valônia)           | 34             |
| Chéquia (Rádio – Top 100)               | 56             |
| Coreia do Sul (Gaon)                    | 38             |
| Escócia (Official Charts Company)       | 43             |
| Eslováquia (Singles Digitál Top 100)    | 97             |
| Irlanda (IRMA)                          | 40             |
| Letônia (Latvijas Top 40)               | 36             |
| Lituânia (AGATA)                        | 60             |
| México (Ingles Airplay – Billboard)     | 7              |
| Nova Zelândia (Hot Singles – RMNZ)      | 8              |
| Países Baixos (Dutch Tipparade)         | 3              |
| Países Baixos (Single Tip)              | 19             |
| Reino Unido (UK Singles Chart)          | 33             |
| Suécia (Heatseeker – Sverigetopplistan) | 1              |

| Pais                                       | Provedor | Certificação | Certificações e vendas |
| ------------------------------------------ | -------- | ------------ | ---------------------- |
| Reino Unido                                | (BPI)    | Prata        | 200,000‡               |
| ‡vendas+streaming com base na certificação |          |              |                        |

## Histórico de lançamento
| Região | Data                    | Formato                    | Versão           | Gravadora | Ref.          |
| ------ | ----------------------- | -------------------------- | ---------------- | --------- | ------------- |
| Mundo  | 7 de fevereiro 2020     | download digital streaming | Original         | Asylum    | [ 30 ] [ 31 ] |
| Mundo  | 21 de fevereiro de 2020 | download digital streaming | Acústica         | Asylum    | [ 8 ] [ 32 ]  |
| Mundo  | 28 de fevereiro de 2020 | download digital streaming | Don Diablo Remix | Asylum    | [ 9 ] [ 33 ]  |
| Mundo  | 13 de março de 2020     | download digital streaming | James Hype Remix | Asylum    | [ 10 ] [ 34 ] |
| Mundo  | 8 de abril de 2020      | download digital streaming | Borgeous Remix   | Asylum    | [ 11 ] [ 35 ] |
| Mundo  | 8 de abril de 2020      | download digital streaming | Blinkie Remix    | Asylum    | [ 12 ] [ 36 ] |